# Instituto Tecnológico de Pachuca
El Instituto Tecnológico de Pachuca (ITP) también conocido como el Tec de Pachuca, es una institución pública de educación superior y de posgrado, ubicada en la ciudad de Pachuca de Soto; en el Estado de Hidalgo, México.

## Historia
El 28 de marzo de 1922 se expide el Decreto que establece la Escuela del Hogar y de Arte Industrial para mujeres, “La Corregidora”, de Pachuca. El 12 de octubre de 1923 se funda la Escuela de Artes y Oficios “Melchor Ocampo”, con la asistencia del gobernador, Azuara y del Secretario General, Eduardo del Corral. Esta última se ubicaba en el edificio que ocupa el Escuela Primaria Justo Sierra y se impartían clases de fundición, hojalatería, talabartería, pintura y modelado. Estas escuelas se funcionan bajo el nombre de Escuela Politécnica Álvaro Obregón.
En los años 1930, durante la administración del gobernador, Bartolomé Vargas Lugo, se acordó construir al sur del Edificio de Abasolo, del Instituto Científico y Literario Autónomo (hoy UAEH), un edificio en estilo art decó, para alojar al Politécnico. El edificio fue inaugurado el 18 de marzo de 1938, albergando la Escuela que también se denominaba Instituto Politécnico de Hidalgo.
Los distintos intereses de los estudiantes de ambos planteles provocaron enfrentamientos. Los alumnos del ICLA con
los colores azul y oro y los estudiantes del Poli con los colores guinda y blanco; innumerables acontecimientos y conflictos sucedieron que finalizaron el 15 de agosto de 1960, las escuelas fueron cerradas. Los directivos de ambos planteles firmaron un pacto de honor para liquidar las constantes pugnas entre alumnos de ambas escuelas.
Se construyó un nuevo edificio, localizado en la Plaza Juárez, en el espacio que hoy ocupa el "Jardín de los Hombres Ilustres"; este inmueble fue ocupado el día 2 de septiembre de 1960, con el nombre de Instituto Tecnológico de Hidalgo; y el edificio en Abasolo fue entregado a la UAEH, y así se anexó al Edificio Central. Posteriormente le es asignado el nombre de Centro de Estudios Científicos y Tecnológicos No.15 (CECyT 15); que ofreció estudios de nivel secundaria y medio superior, por lo que los jóvenes que continuaban sus estudios migraban a la Ciudad de México, principalmente al Instituto Politécnico Nacional.
En 1961 se implanta el ciclo de secundaria con el nombre de Escuela Técnica y Comercial N.º 15. En el año de 1967 la educación secundaria cambia de nombre a Escuela Técnica Industrial N.º 310 (ETI 310). Posteriormente y como consecuencia de la modificación de la estructura tecnológica educativa, se separan los niveles de secundaria y medio superior. Fue el 4 de septiembre de 1970, cuando el presidente de México, Luis Echeverría Álvarez, autorizó la construcción del Instituto Tecnológico Regional No.20; y en febrero de 1971 se inicia su construcción. El 21 de septiembre de 1971 inicia sus actividades.
El 9 de agosto de 1979 el nivel medio superior se instala en su edificio en Bulevar Luis Donaldo Colosio en El Chacón, Mineral de la Reforma; y en agosto de 1981 cambia la nomenclatura a Centro de Bachillerato Tecnológico Industrial y de Servicios N.º 8 (CBTis 8). La ETI 310 se queda en el edificio de Plaza Juárez; en septiembre de 1980 cambia su denominación a la de Escuela Secundaria Técnica 1, y el 17 de septiembre de 1980 inicia actividades escolares en su nueva sede en el Bulevar Felipe Ángeles.
En 2010 se inician las gestiones para la apertura de dos Unidades de Educación a Distancia, la primera de ellas en el municipio de Jacala de Ledezma, y la segunda en el Centro de Readaptación Social de Pachuca de Soto. El 3 de mayo de 2011 en el CETIS 140, en Jacala se llevó a cabo el acto protocolario para el arranque de la Unidad Académica de Jacala del Instituto Tecnológico de Pachuca. El 3 de mayo de 2016 se realizó la entrega de certificados de licenciatura en Administración a la primera generación de la Unidad de Educación a Distancia del Instituto Tecnológico de Pachuca en el Centro de Readaptación Social (Cereso). En la Unidad Jacala la primera etapa, rebasó el presupuesto, así que el edificio quedó a la mitad; en una segunda etapa que empezó en 2014 se concluyó el edificio.

## Símbolos
Escudo
El escudo fue seleccionado mediante un concurso abierto, el diseño ganador fue el presentado por "Yesenio", pseudónimo de Héctor Rubio Traspeña, en ese entonces estudiante de la carrera de Ingeniería Industrial Mecánica.  Los elementos que integran son un Engrane y Cremallera, representado de las carrera de Ingeniería Mecánica, el engrane es de color gris y la cremallera en color amarillo. Rayo en el pico del águila, representando de la carrera de Ingeniería Industrial, en color amarillo. Un Átomo y Matraz, representativo de la carrera de Ingeniería Química; el átomo en color rojo y amarillo, el matraz en color blanco con contorno gris. Un águila como símbolo patrio en color rojo. Y un casco minero actividad laboral principal y tradicional de Pachuca; en color azul eléctrico.

## Oferta académica
La oferta educativa del Instituto Tecnológico de Pachuca es:
- Arquitectura
- Licenciatura en Administración
- Licenciatura en Informática
- Ingeniería Civil
- Ingeniería Eléctrica
- Ingeniería Industrial
- Ingeniería Mecánica
- Ingeniería Química
- Ingeniería en Diseño Industrial
- Ingeniería en Gestión Empresarial
- Ingeniería en Sistemas Computacionales
- Ingeniería en Tecnologías de la Información y Comunicación

## Campus
Para 2013 el Instituto Tecnológico de Pachuca, cuenta con una infraestructura compuesta de 93 aulas, 4 unidades académicas departamentales, 8 laboratorios pesados, 12 laboratorios ligeros, 15 talleres, 148 anexos, 12 instalaciones deportivas y 11 de servicios. Se ubica en un área total de terreno de 180 874 m², de los cuales 112,479 m² corresponden a construcción; 23 393 m² son áreas verdes, los estacionamientos de personal y visitantes ocupan 25 750 m².
En las instalaciones del Instituto Tecnológico de Pachuca se encuentran dos murales de Jorge Luis Domínguez Chequer. El primero “La Aventura de la Ciencia” de 3.20 m x 5.50 m, en esta obra se representa la historia de la humanidad y su avance tecnológico. El segundo “El Hombre Alimenta el Ingenio en Contacto con la Ciencia” de 2.0 m x 4.0 m, la composición de la obra está en forma de tríptico.

## Directores
- José Antonio Garrido Nataren
- José Raúl Hernández Bautista
- Gloria Edith Palacios Almon (2011-2016)
- Francisco Rafael Saldaña Ibarra (2017- ¿?)